# Села Невеа
Села Невеа (словен. Na Žlebeh) је насеље у Италији у округу Удине, региону Фурланија-Јулијска крајина.
Према процени из 2011. у насељу је живело 46 становника. Насеље се налази на надморској висини од 1158 м.